# Смуга перешкод
Смуга перешкод — певна послідовність типових штучних перешкод та інженерних споруд, а також ряд фізичних вправ, які особа, команда або тварина має виконати для подолання цих перешкод з метою перевірки швидкості, витривалості та спритності. Вправи на смузі перешкод можуть включати біг, стрибки, повзання, скелелазіння, гімнастичні елементи, балансування, іноді — плавання, прикладні військові вправи та інше.
Спортивна смуга перешкод сучасного вигляду створена в 1913 році французькими спортсменами в місті Реймс, але була зруйнована в роки Першої світової війни.
Крім звичайної смуги перешкод, яку долають із замірюванням часу або наввипередки, існують так звані смуги впевненості — ускладнений вид смуги перешкод, яка долається командою без урахування часу.

## Типи смуг перешкод

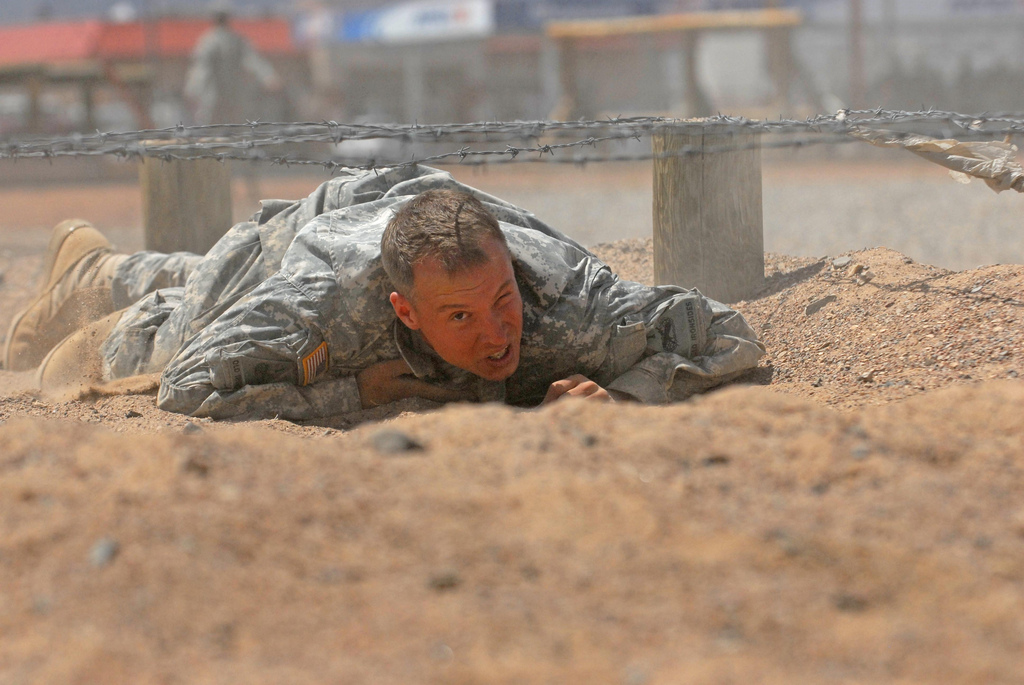

### Військові
Призначені для тренування військовослужбовців, зокрема новобранців, для підвищення їхньої фізичної та бойової підготовки, набуття навичок подолання типових перешкод, що зустрічаються на полю бою, відпрацювання командної роботи тощо.
Армійська смуга перешкод у нинішньому вигляді вперше була побудована в 1947 році в німецькому місті Фрайбург військовослужбовцями французьких окупаційних сил.
Типові військові смуги передбачають перешкоди, через які учасники повинні перелазити, пролізати під ними, балансувати, висіти, стрибати тощо, але часто використовуються засоби ускладнення траси: калюжі, мотузки та інші предмети, які заборонено торкатися, сітки, димові завіси, вибухи та стрілянина тощо. Для спеціальних підрозділів у смугу перешкод включаються елементи вогневої, парашутної, альпіністської та іншої підготовки, рукопашного бою, плавання.

### Спеціального призначення
Для тренування пожежників, кінологів із собаками та інших.

### Дитячі
Імпровізовані смуги перешкод в ігровому варіанті використовують для організації естафет та підвищення привабливості фізичних вправ.

### Розважальні
Комерційні смуги перешкод для відпочинку.